# Transverzala
Transverzala je daljša rekreacijska pot, predvsem po podeželju, ki se uporablja za pohodništvo, kolesarjenje, jahanje ali tek na smučeh. Obstajajo na vseh celinah, razen na Antarktiki. Prve sodobne transverzale so začele nastajati v prvi polovici 20. stoletja v ZDA, pri čemer za prvo pravo šteje mater vseh transverzal, 3500 km dolga Apalaška pot po istoimenskem gorovju ob vzhodni obali ZDA. Po vzoru te in drugih ameriških dolgih poti so po drugi svetovni vojni začele nastajati evropske transverzale, tako tudi do konca 1940-ih vzpostavljena GR 5, prva alpska transverzala. Predvsem na podlagi vzora GR 5 je nastala Transverzala, ki poimenovanje za takšne poti jemlje za svoje osebno lastno ime. Slovenska transverzala je planinska, tj. poteka po slovenskem sredogorju in visokogorju, zaobjema celoto slovenskega gorskega sveta in je med vsemi pravimi transverzalami na svetu edina krožna.

## Zgodovina
Vzpostavitev transverzale je leta 1951 predlagal vodja mariborskih markacistov Ivan Šumljak, pri čemer je njegov predlog za krožno pot rešil bistveno težavo, kako tako dolgo pot sploh speljati po razmeroma majhnem ozemlju Slovenije. S krožnostjo je Šumljak dal transverzali tudi njen unikatni status med transverzalami in omogočil načelo, da transverzala »zaobjame celoto slovenskega planinskega sveta«. Njegov predlog je upošteval tudi mnoge druge temeljne lastnosti transverzal; tako je npr. poudarjal, da mora biti transverzala namenjena vsem in jo mora biti zato vsak sposoben prehoditi. 
Ob navedenem je imel predlog nekaj šibkih točk. Tako npr. poimenovanje - magistrala - ki ga je planinstvo že v prvih letih samodejno zamenjalo s samoniklim imenom transverzala. Predvsem pa sta bila dva večja spodrsljaja v njegovem zelo skicoznem predlogu trase (»Pohorje – Uršlja gora – Raduha – Savinjske – Karavanke – Julijske – preko Gorenjske, Notranjske, Dolenjske, Kozjanskega na Boč in nazaj na Pohorje.«). Prvi spodrsljaj - izvirni predlog je povsem izpustil Primorsko, kar je bilo najmanj v nasprotju z načelom zaobjetja celote slovenskega planinskega sveta - so odpravili že v prvi fazi vzpostavitve poti. Drugega - traso z Dolenjskega je izvirni predlog predvidel po izrazito neplaninskem svetu obpanonske in panonske Slovenije - v drugi fazi.
Prva faza vzpostavitve se je začela v 1950-ih in končala do začetka 1960-ih. V njej je Planinska zveza Slovenije (PZS) že do leta 1952 vzpostavila traso od Pohorja do Kamniško Savinjskih Alp, Karavank in prek Julijcev. Do več zapletov je nato prišlo na odseku od Julijcev do Nanosa; čeprav je bila trasa vse do Nanosa uradno odprta že leta 1953, je bila vsaj še do leta 1958 deloma neobstoječa in deloma neoznačena. Leta 1958 so nato razglasili kot otvorjen tudi odsek od Nanosa do Slavnika, a je bil ta dejansko sprejemljivo označen šele do začetka 1960-ih. Glavna problema v prvi fazi vzpostavitve sta bila nepoznavanje terena Primorske, ki je bila med obema svetovnima vojnama pod italijansko oblastjo, in nasprotovanje povojne oblasti. Trasa transverzale je namreč že na severnem delu šla zelo blizu zaprtemu mejnemu območju (npr. na Karavankah, kjer se je tako prvotno morala izogniti mejnemu grebenu od Begunjščice prek Stola in Golice do Dovške Babe, na katerega so jo lahko prenesli šle v 1970-ih), sploh problematična pa je bila zaradi obsežnih zaprtih območji na jugozahodu, še posebej na področju Kočevskega, ki je do takrat postalo simbol povojnih pobojev. Podrobnejši potek spora med PZS in tedanjo oblastjo ni znan, saj je v sumljivih okoliščinah leta 1958 pogorel arhiv PZS. Najbolj očitno pa se je spor kazal v takratnem nizu menjav vodje markacistov, pri čemer je ta položaj nazadnje, leta 1958, zasedel Živojin Prosenc, znan kot tožilec na Dachauskih procesih. Prosenc je v 1950-ih tudi dosegel zaustavitev del na trasi transverzale: s Slavnika jo je dal nesmiselno speljati po izrazito neplaninskem svetu do morja. Vzpostavljeni del transverzale se je nato skozi nadaljnja desetletja še nekoliko spreminjal in se preimenoval v Slovensko planinsko pot.
Druga faza vzpostavitve transverzale se je začela s teoretskim premislekom trase po obstoječih poteh v ničtih in desetih tega stoletja, v praksi pa se je izvršila leta 2019. Takrat je Jakob J. Kenda določil manjkajoči del trase, nujne popravke in dopolnitve stare polovice ter celotni krog tudi prehodil. Med nujnimi popravki na stari trasi je bil največji njena premestitev na odseku Porezen - Idrija, tako da transa po novem ne izpušča dveh bistvenih členov slovenskega planinskega sveta: Škofjeloškega in Polhograjskega hribovja. Od manjših popravkov je morda najbolj pomembna prestavitev odseka od Idrije do Golakov, ki gre zdaj do Mrzle Rupe po mnogo boljši trasi Idrijsko-cerkljanske poti. Od dopolnitev pa so bistvene v smeri ustreznosti načelu vseh transverzal, da so namenjene vsem: zelo zahtevni in zahtevni odseki stare polovice na visokogorju Alp so dopolnjeni z manj zahtevnimi variantami. Pomembne dopolnitve so tudi pristopne poti iz vseh večjih urbanih središč Slovenije.
Na podlagi prvega obhoda transverzale je Kenda napisal priljubljeni potopisni roman, skupaj s svojim sinom Aljažem pa na željo bralcev in drugih planincev tudi prelomni Vodnik po transverzali: ta prvi prenaša na evropski teren revolucionarno ameriško vodniško metodologijo, ki je izhodišče za nadaljnjo revolucijo v vodništvu, pravo mobilno vodniško aplikacijo. Transverzala ima od leta 2018 tudi svojo spletno stran in od leta 2019 svoj znak.

## Potek
Transverzala v 96 % svoje dolžine poteka po označenih poteh. Najpogostejši oznaki sta Knafelčeva markacija in oznaka evropskih pešpoti, vse pa popisuje Vodnik po transverzali. Največ neoznačene poti se nabere prek 22 krajev, ki jih prečka krog, nekaj pa je tudi orientacijskih odsekov, ki jih je spet mogoče zaobiti po markiranih (običajno cestnih) variantah.
Dolžina vseh njenih odsekov skupaj znaša 1406,3 km, skupnega vzpona je za 80,6 km, za celotni krog transverzale potrebuješ dva meseca.
Čeprav je transverzala krožna in s tem gotovo nudi vrsto načinov, kako jo prehoditi, je za razliko od starejših transverzal zanjo znan zaenkrat zgolj en 'kanonski' način, kako jo prehoditi: po pristopni poti iz prestolnice in nato v levo v krog Transverzale. Ta način se je kot izvrsten izkazal že na prvem obhodu transverzale, kot kanonskega pa ga je dokončno uveljavil tudi Vodnik, ki mu sledi. Na tako prehojeni poti trasa transverzale obrede sledeče ključne člene slovenskega planinskega sveta: Polhograjsko, Žirovsko in Idrijsko hribovje. Trnovski gozd z Golaki, Javornik in Nanos. Vremščico, Brkine in Slavnik. Snežniški masiv. Racno, Veliko, Goteniško in Borovško goro. Stojno, Kočevski rog in Mirno goro. Belokranjski rob in Gorjance. Posavsko hribovje, Menino planino in Rogatec. Greben Komna in Smrekovca ter Plešivec. Pohorje, Kozjak in Košenjak. Peco, Olševo in Raduho. Glavnino Kamniško-Savinjskih Alp, Karavank in Julijcev. Cerkljansko in Škofjeloško in nazadnje spet Polhograjsko hribovje. 
Transverzala je tudi po svoji trasi odsev svoje dežele in njenega planinskega sveta: večinoma poteka po predalpskem in dinarskem sredogorju, ki predstavlja večino površja Slovenije, v manjšem delu pa gre po visokogorju; slednje v ožjem pomenu, torej kot teren nad 2000 m nadmorske višine, predstavlja zgolj 0,4 % površja Slovenije.
Transverzalo je mogoče prehoditi v klasičnem planinskem slogu, ki se mdr. zanaša na grajena prenočišča: ta so v primernih razdaljah tako na stari kot novi polovici poti, vse pa popisuje Vodnik. Na večinskem sredogorskem delu - od Porezna prek Primorske, Notranjske, Dolenjske, Štajerske in Koroške vse do Robanovega kota - pa jo je mogoče prehoditi tudi na divjinski, samooskrbni način.

## Izstopajoče posebnosti transverzale
Transverzala je med vsemi pravimi transverzalami edina krožna. 
Primerna je za vsakogar in nudi vsakemu svoje veselje: ob zahtevnih ali zelo zahtevnih odsekih je vedno tudi manj zahtevna različica. 
Do kroga iz vseh večjih urbanih središč vodijo pristopne poti.
Transverzala je močno zavezana slovenski naravni dediščini in živi naravi. Tako obišče 1 narodni park, 1 regijski park, 2 geoparka, 4 zaklade svetovne naravne in kulturne dediščine, 6 pragozdov, 8 krajinskih parkov in kar 22 gozdnih in botaničnih rezervatov. 
Hkrati je transverzala izrazito zavezana tudi slovenskemu kulturnemu izročilu in živi kulturi: ob poti je na stotine kulturnih spomenikov lokalnega in državnega pomena, galerij, muzejev, knjižnic in knjigarn, gledališč, umetniških kinematografov in kulturnih domov.